# Arad (Israel)
Arad és una ciutat moderna del districte del Sud d'Israel. Es troba als límits dels deserts del Nègueb i de Judà, a 25 km del Mar Mort i a 45 km de Beerxeba i molt a prop de la fortalesa de Massada.
Arad rep el nom d'una vila bíblica anomenada Tel Arad, de la qual hom ha trobat restes en unes excavacions arqueològiques a vuit quilòmetres de la ciutat moderna. L'aire de la ciutat és molt pur, i atrau molts asmàtics d'arreu.

## Història
Arad és una ciutat pròspera fundada el 1962 per un grup d'israelians joves, la majoria d'ells provinents de quibuts i moixavim que cercaven un lloc lluny del soroll i la contaminació de les ciutats. La cerimònia de fundació es feu el 21 de novembre de 1962 amb presència del primer ministre David Ben-Gurion. La localitat va créixer seguint un pla urbanístic molt ben dissenyat, i va obtenir l'estatus de ciutat el 1995. Els ciutadans d'Arad són molt variats; hi ha jueus sefardites i asquenazites, laics i religiosos, beduïns i hebreus negres, immigrants i autòctons.
Durant el procés de desconnexió de la Franja de Gaza, el govern israelià va decidir d'evacuar també els àrabs de la vila de Dahaniya, considerats pels palestins col·laboracionistes amb Israel i, per tant, amenaçats, i traslladar-los a Arad.

## Geografia

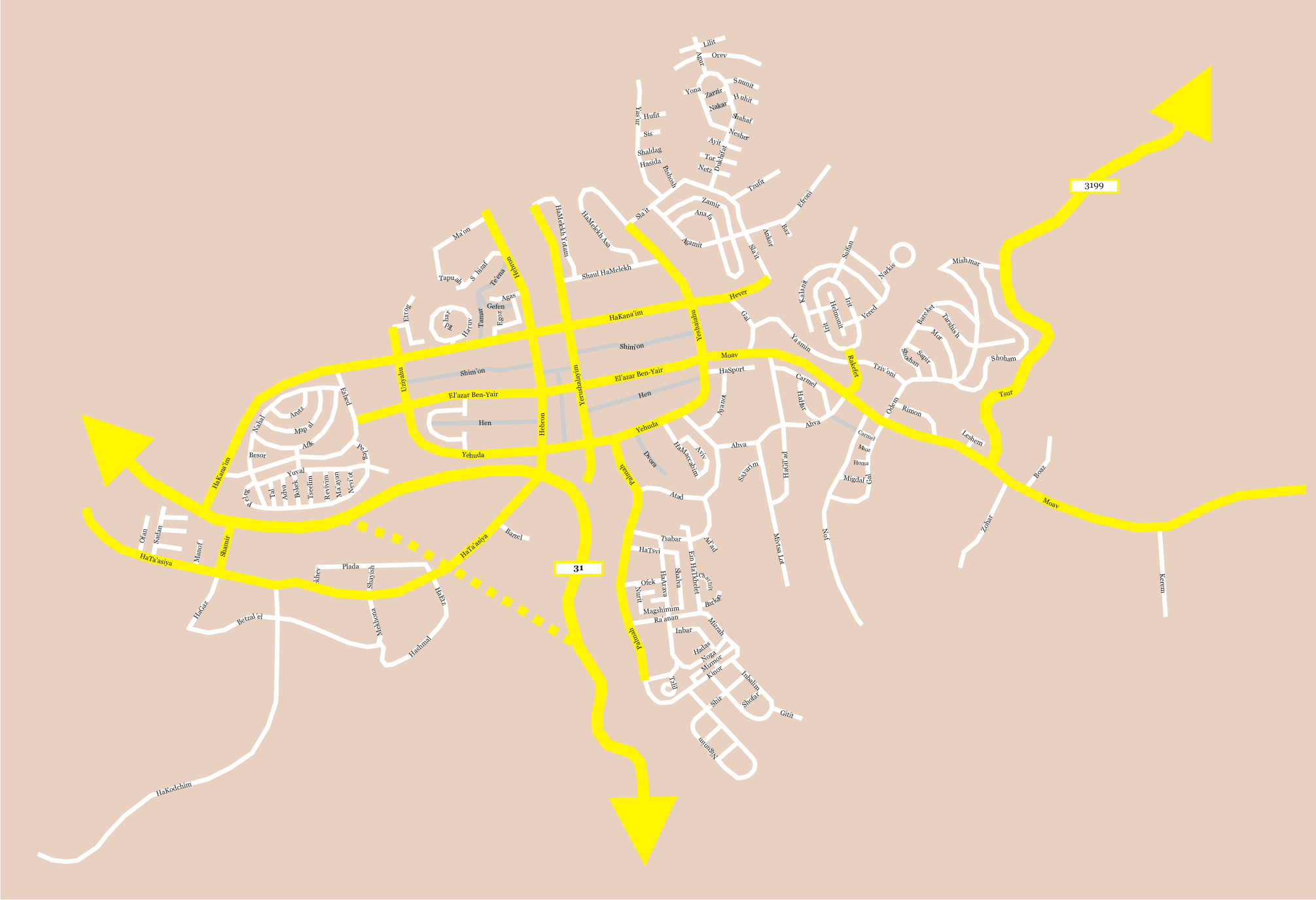
Plànol dels carrers de la ciutat.

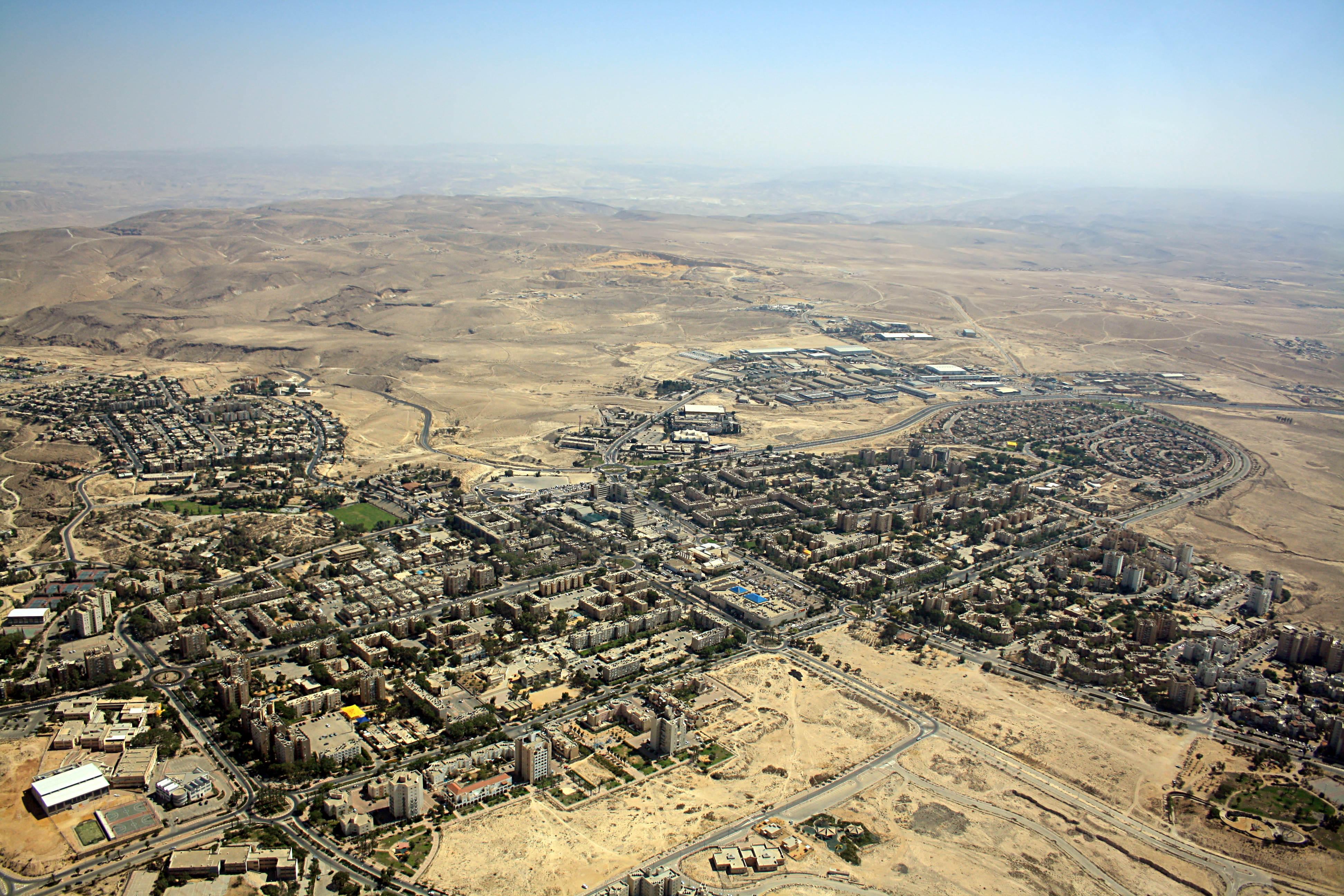
Arad.

Arad té una àrea de 90 km² i és un dels municipis més extensos d'Israel, malgrat que el nucli urbà és relativament petit. Els jaciments de Tel Arad i el Parc Arad (o Bosc de Ran) es troben dins del terme municipal d'Arad, a l'est de la zona urbana. Al sud de la ciutat hi ha, a més, una pista d'aterratge.
Els barris d'Arad són: Gevim, Tlalim, Avishur, Khalamish, Levaot, Yeelim, Rishonim, Neurim, Maof, Khatzavim, Haredof, Shaked i Rotem. Actualment es construeixen dos nous barris: Yehoshafat i Rananim. La major part de la ciutat es troba al nord de l'autopista 31, mentre que el polígon industrial, que acull l'empresa Arad Textile Industries, una de les majors productores de tovalloles d'Israel, es troba al sud de la via. La Unió Mundial d'Estudiants Jueus (WUJS), una organització que desenvolupa programes per a universitaris jueus de tot el món, té la seu a Arad.

## Cultura

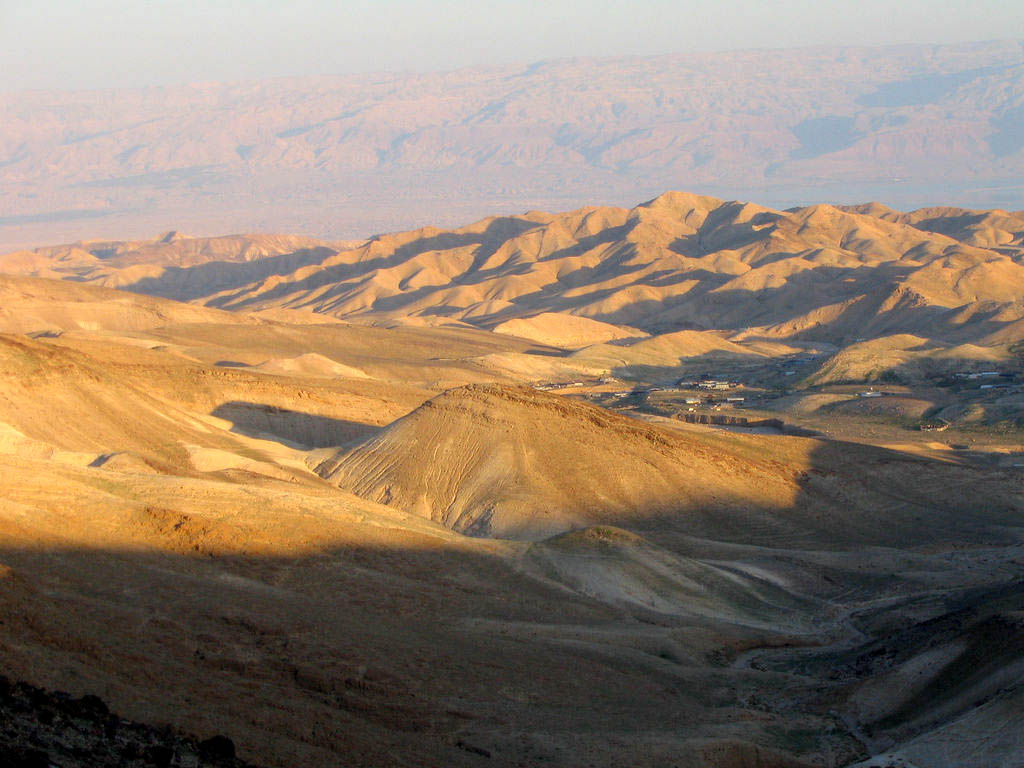
Desert de Judà vist des d'Arad.

### Festival de música
Arad és famosa pel Festival de Música Hebrea, que té llóc cada estiu des de 1982. El festival començà com una escenari obert als nous artistes per donar-se a conèixer, però actualment també hi van músics i grups coneguts a nivell nacional. L'any 1995, tres adolescents van morir aixafats per la multitud, i des d'aleshores s'ha notat un descens d'assistència del públic.

### Eshet Lot
Eshet Lot és un barri d'artistes situat al polígon industrial que ofereix, segons els fundadors, "una flaire pròpia d'atmosfera del desert, combinant creativitat i talent artístic al centre de la zona industrial, prop de la carretera que porta a la mar Morta". Els artistes, tots ells originaris d'Arad, tenen com a objectiu la creació d'una comunitat productiva, amb una sensibilitat especial cap a la naturalesa.